# ヘレン・チェノウェス
ヘレン・パルマー・チェノウス=ヘイジ(Helen Palmer Chenoweth-Hage, 1938年1月27日– 2006年10月2日)は、アメリカ合衆国の政治家。所属政党は共和党。旧姓名：ヘレン・マーガレット・パルマー(Helen Margaret Palmer)。
アイダホ州選出の連邦下院議員として3期の任期を務めた。共和党の中でも急進的な保守派、リバタリアンとして知られ、政府による規制に反対し続けた。

## 経歴
アメリカ合衆国カンザス州トピカで生まれた。1955年、コントラバス奏者として音楽奨学金を獲得してウィットワース大学に入学。ヘレンは、アルバイト先のカフェテリアで出会ったニック・チェノウェスと結婚し、2児を設けた。その後、ヘレンは医療や法律を専門とするコンサルタント事務所を経営しながら、郡共和党の運営やスティーブ・シムズの選挙運動に関わるなど政治への関心を強めていった。一方、私生活では1975年に夫ニックと離婚。同年、ジム・マクルーア上院議員(当時)の勧めもあって、ボイシに移り、アイダホ州共和党の常任理事に就任した。1977年には理事を辞任し、スティーブ・シムズの選挙対策事務所のトップを務め、1978年選挙におけるシムズの当選に貢献した。同年中に事務所を退職すると、ヴァーン・レイベンスクロフト州下院議員とともに政治コンサルタント会社を設立。同社はセイジブラシの反乱で中心的な役割を担い、ロビイスト団体としての評価を高めた。1994年、ヘレンはアイダホ州第1選挙区から共和党候補として下院議員選挙に立候補。共和党予備選で デビッド・リロイ元州副知事らを破って指名を獲得した。選挙運動中は、当選した場合、3期の任期制限を設けることを宣言していた。本選挙では2期現職のラリー・ラロッコ(民主党)を破って当選した。
1999年、作家のウェイン・ヘイジ(Wayne Hage)と結婚し、ヘレン・チェノウェス=ヘイジに改名した。ヘレンは選挙での公約通り、2000年選挙に出馬せずに3期で議員を引退したが、2000年10月に行われたインタビューで「(任期制限を)約束していたことは後悔していない。6年間という短い期間で約束したことを後悔している。」と述べた。
引退後はアイダホ州ボイシに戻り、コンサルティング会社に務めた。2006年10月2日、ヘレンはネバダ州トノパー近郊の高速道路を移動中、乗車していた自家用車が交通事故を起こした。同乗していた義理の娘と孫は軽傷で済んだが、ヘレンは事故当時シートベルトを着用していなかったため、助手席から車外に投げ出され死亡した。

## 主張・政策
ヘレンはリバタリアニズム、保守主義の信奉者として知られ、政府の規制に一貫して反対した。キース・プールの投票評価によると、ヘレンは1937年から2004年の間に議員を務めた女性の中で最も保守的な人物とされている。　

### 規制反対
- 女性の中絶については州の権限に任せるべきだと主張し、中絶の権利を合衆国憲法上の権利として認めたロー対ウェイド事件の判決を批判した[2]。
- 反環境規制団体「People for the West」に所属し、絶滅危惧種の保護などの政府による環境規制に反対した[8][11]。環境保護を求める政治行動委員会の自然保護有権者連盟（英語版）は、1998年選挙でヘレンの落選運動を行い、対立候補のダン・ウィリアムズ(民主党)を支援した[12]。同団体は、連邦議会議員の投票について環境保護という視点から評価を行なっているが、ヘレンの投票記録について、100%満点のうち4%という評価をつけている[13]。

### クリントン大統領への批判
1997年11月、ボブ・バー下院議員はビル・クリントン大統領に対する弾劾調査を求める決議案を下院司法委員会に提出し、ヘレンは共同提案者として名を連ねた。同案では、クリントンが選挙資金法違反と議会調査の妨害を行なったとされている。これは、クリントン=ルインスキー・スキャンダルが発覚する以前のもので、1998年のビル・クリントンの弾劾に繋がる最初期の動きであった。その後、クリントンとモニカ・ルインスキーの不倫が発覚すると、保守的な家族観(「family value」)を有していたヘレンはクリントン大統領を批判し、辞任を求めた。しかし、ヘレン自身も1980年代に既婚者のヴァーン・レイベンスクロフトと6年間不倫していたことが発覚した。このスキャンダルについて、ヘレンは事実であることを認めたが、当時に自身が私人であったことから、大統領であるクリントンの場合とは異なると主張した。
1998年10月8日、ヘレンは弾劾調査を開始するための法案に賛成票を投じ、同案は可決された。1998年12月19日、ヘレンはクリントンに対する4つの弾劾条項すべてに賛成票を投じたが、そのうち過半数の票を得たのは2項だけであった。

## 選挙結果
| 年     | 民主党             | 票数    | 得票率 |  | 共和党               | 票数    | 得票率  |  | 第3党        | 政党     | 票数  | 得票率 |
| ------ | ------------------ | ------- | ------ |  | -------------------- | ------- | ------- |  | ------------ | -------- | ----- | ------ |
| 1994年 | ラリー・ラロッコ   | 89,826  | 44.6%  |  | ヘレン・チェノウェス | 111,728 | 55.4%   |  |              |          |       |        |
| 1996年 | ダン・ウィリアムズ | 125,899 | 47.6％ |  | ヘレン・チェノウェス | 132,344 | 50.0.％ |  | Marion Ellis | 自然法党 | 6,535 | 2.5%   |
| 1998年 | ダン・ウィリアムズ | 91,653  | 44.7％ |  | ヘレン・チェノウェス | 113,231 | 55.3％  |  |              |          |       |        |